# Elecciones legislativas de Mongolia de 1960
Las elecciones parlamentarias de 1960 tuvieron lugar el día 9 de junio en la República Popular de Mongolia.
En esta época, Mongolia se encontraba bajo el régimen de un único partido, el cual era el Partido Revolucionario del Pueblo de Mongolia.
El Partido Revolucionario del Pueblo de Mongolia ganó 207 de los 267 escaños, el resto de los 60 escaños fue a parar a candidatos no alineados en partidos, quienes habían sido aprobados por el Partido Revolucionario del Pueblo de Mongolia debido a su status.
El recuento de votos fue del 100%, con unos 83 votantes de los 526.023 registrados que no fueron a ejercer su derecho a voto.

## Tabla de resultados
| Partido                                       | Votos   | %   | Diputados | +/- |
| --------------------------------------------- | ------- | --- | --------- | --- |
| Partido Revolucionario del Pueblo de Mongolia |         |     | 207       | +29 |
| Independientes                                |         |     | 60        | +5  |
| Inválidos/Votos en blanco                     |         | -   | -         | -   |
| Total                                         | 525.940 | 100 | 267       | +34 |
| Fuente: Nohlen et al.                         |         |     |           |     |